# Andy Parker
Andy Parker, né le 21 mars 1952, est le batteur du groupe de hard rock anglais, UFO. 

## Biographie

### Les débuts
Andy Parker est né en Angleterre, dans la ville de Cheshunt le 21 mars 1952. Il commença à s'intéresser à la musique à l'âge de cinq ans lorsqu'il il fit partie de la chorale paroissiale de son école. À onze ans il entra à la Cheshunt Grammar School et c'est à partir de cette période qu'il se passionna pour la batterie.
Il commença à taper sur tout ce qu'il trouvait, des pots, des casseroles, un kit de batterie pour enfant jusqu'en 1965 où il s'acheta sa première batterie pour la somme de 35 £ (environ 40 €). Ses parents lui avait laissé le choix entre un voyage à Paris ou une somme d'argent équivalente. Il choisit de prendre l'argent et il trouva son premier kit de batterie dans les annonces d'un journal local. Il s'agissait d'un kit 4 pièces de la marque "President"
Il commença à s'entrainer en écoutant et jouant sur la musique des Kinks, Who, Rolling Stones où Jimi Hendrix. Ses parents étaient très indulgents envers tout ce vacarme et Andy tapait très fort jusqu'à casser sa pédale de grosse caisse (une habitude qu'il gardera).
En 1968, il entre au East Herts College of Further Education pour étudier les maths et la physique. C'est à ce moment qu'il s'achète une voiturette Messerschmitt et qu'il découvre le Blues Club où il devint accro à des légendes comme Muddy Waters, John Lee Hooker ou des groupes de blues anglais comme Fleetwood Mac, John Mayall ou Savoy Brown.
Un an plus tard il créa, avec son pote Steve Casey, son premier groupe de blues appelé "Aurora Borealis".

### De 1969 à 1983 avec UFO
Pendant l'été 1969, Andy rencontra Phil Mogg, Pete Way et Mick Bolton avec qui il fondera la première version de UFO. Il enregistrèrent rapidement le premier album nommé UFO 1 qui sortit en octobre 1970 sur le label Beacon Records. Andy n'avait alors que 18 ans.
Après deux albums studio et un en public, UFO se sépara de Mick Bolton et de Beacon Records et engagèrent d'abord Bernie Marsden puis Michael Schenker. Le groupe signa avec Chrysalis Records et  c'est en 1974 avec l'album Phenomenon que la carrière du groupe décolla vraiment. Malgré de nombreux changements de musiciens, le succès dura jusqu'en 1983 et la séparation du groupe.

### de 1983 à 1992
À part un bref passage dans le groupe de Pete Way, Waysted en 1984, Andy retourna vivre dans sa ville d'adoption, Los Angeles, aux États-Unis. Un peu lassé de sa vie de musicien, il retourna étudier, tout en travaillant dans différents boulots, dans le domaine de la construction. Il obtint un diplôme et ouvrit sa propre entreprise. Sa liste de clients comprenait notamment les actrices Tina Louise, Lynn Redgrave ou Sharon Stone.
Pendant ces années il se battit aussi pour avoir la garde conjointe de sa fille Lindsay. Il rencontra et se maria avec sa seconde femme Jo, une actrice qu'il comptait parmi ses clientes et qui l'introduisit dans la Jet Set hollywoodienne.
Il travailla aussi avec les fils de Rick Nelson, qui venaient de fonder leur groupe, jusqu'en 1987, date du décès de son père. Il retourna alors passer du temps en Angleterre.
Lors de son retour aux États-Unis, il ouvrit en copropriété un studio d'enregistrement avec son pote Bobby Barth (ex Babyface, Axe et Blackfoot), le Satellite Sound Recording à Burbank. Le projet dura jusqu'en 1992, quand Bobby Barth partit vivre à Denver.

### De retour dans UFO
En 1993, Andy rejoindra UFO après une absence de dix ans pour une brève tournée allemande. En juin 1994, quelques concerts seront donnés au Japon et en décembre le groupe commencera à travailler sur son futur album, Walk on Water. Mais les tensions entre les membres du groupe ressurgissent et Andy Parker déclinera sa participation à la tournée et retourna s'occuper du business familial.
Après près de onze années sans musique, Andy recevra un coup de fil de Paul Raymond l'invitant à participer au Piorno Rock Festival avec UFO. Leur batteur du moment, Jason Bonham venant de les quitter pour rejoindre Foreigner. Apprenant que Vinnie Moore a rejoint le groupe, Andy accepta et comme le concert se passa bien il décida de rester avec le groupe.
En 2006 il enregistra The Monkey Puzzle et en 2009 The Visitor avec UFO.

## Discographie

### Avec UFO
- 1970 : UFO 1
- 1971 : Flying (One Hour Space Rock)
- 1972 : Live
- 1974 : Phenomenon
- 1975 : Force It
- 1976 : No Heavy Petting
- 1977 : Lights Out
- 1978 : Obsession
- 1979 : Strangers in the Night (Live)
- 1980 : No Place to Run
- 1981 : The Wild, the Willing and the Innocent
- 1982 : Mechanix
- 1983 : Making Contact
- 1995 : Walk on Water
- 2006 : The Monkey Puzzle
- 2009 : The Visitor

### Avec Waysted
1984: Waysted (Ep)

## Matériel actuel
Andy Parker joue sur deux modèles différents suivant le continent.

### Kit pour l'Europe
1. Un kit Premier comprenant:

- Double grosse caisse de 22" x 16"
- 2 Toms de 12" et 14"
- 2 Tom basse de 16" et 18"
- Caisse claire Pearl de 14"
- Baguettes Vic Firth 2B hickory
- Peaux Remo
- Pédales grosse caisse Camco

avec
- Cymbales Paiste 2002
  - Charleston de 14"
  - Crash de 16", 18" et 20"
  - Crash medium de 18" et 20"
  - Splash de 11"
  - Ride medium de 22"

### Kit pour lesÉtats-Unis
1. Un kit Tama comprenant:

- Double grosse caisse de 22"x18"
- 2 toms 12 et 13"
- 2 toms basse de 16" et 18"
- Caisse claire Beier drums de 14"
- Baguettes Vic Virth 2B Hickory
- Pédales grosse caisse Tama "Iron Cobra"

avec
- Cymbales Paiste 2002
  - Charleston de 14"
  - Crash de 16" et 18"
  - Crash medium de 17" , 19" et 20"
  - Splash de 11"
  - Ride de 22"
  - une cloche type Cowbell